# Ærø (isola)
Ærø (pronuncia /ˈeːˌʁøːʔ/) è un'isola della Danimarca situata nel Mar Baltico.
Dal 1º gennaio 2006 l'intero territorio di Ærø costituisce un unico comune, noto come Ærø Kommune. Prima di quella data, sull'isola c'erano due comuni: Ærøskøbing Kommune a ovest e Marstal Kommune a est.

## Geografia

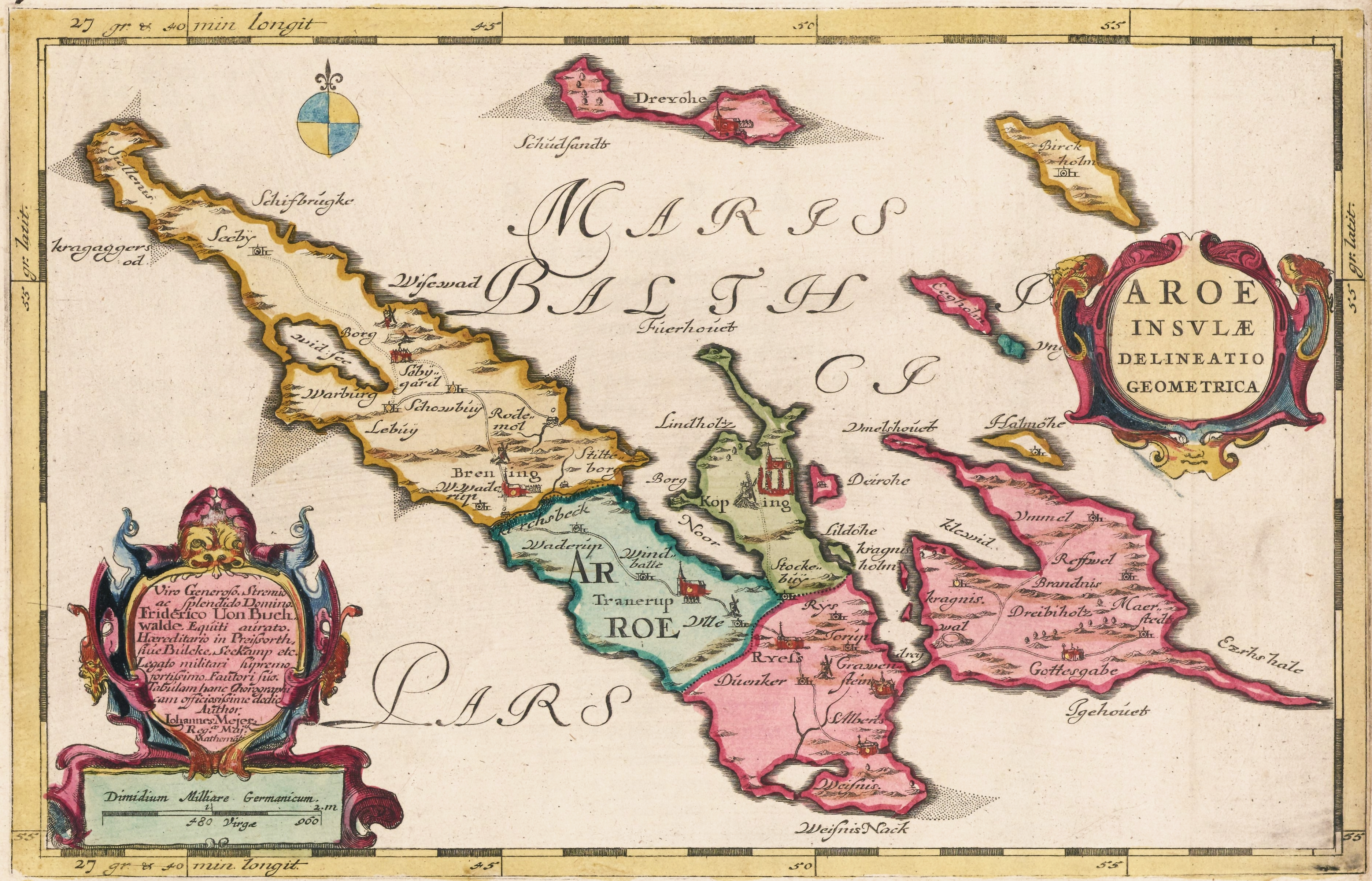
Mappa di Ærø del 1665.

Ærø misura circa 20 km da nord-ovest a sud-est e varia in larghezza da circa 4 a 8 km. Sull'isola sono presenti tre piccole città: Marstal (2.111 abitanti), Ærøskøbing (942 abitanti) e Søby (438 abitanti). Quattordici villaggi e numerose fattorie completano gli insediamenti nell'isola.
Ærøskøbing, con i suoi vicoli stretti e le pittoresche case del XVIII° secolo, era storicamente il capoluogo di Ærø e rimane il porto principale per i collegamenti in traghetto. Marstal, conosciuto anche come il "villaggio dello skipper", poiché vi risiedono molti marinai, è oggi la città più grande dell'isola ed è il suo principale centro commerciale.
La campagna è per la maggior parte dolcemente ondulata e c'è un tratto lungo diversi chilometri di scogliere alte 33 metri a Voderup Klint, sulla costa occidentale. Con la sua densità di traffico generalmente bassa, Ærø è una destinazione popolare per escursionisti e ciclisti. Le spiagge dell'isola attirano anche pescatori e artisti. Essendo una delle isole che compongono l'arcipelago della Fionia meridionale, Ærø è favorita da un clima particolarmente favorevole. Gode di un numero di ore di sole più elevato rispetto alla media del resto della Danimarca e anche la temperatura durante tutto l'anno è di qualche grado superiore alla media nazionale.

## Trasporti
Ærø è l'unica tra le più grandi isole danesi del Mar Baltico a non essere collegata da un ponte alle altre isole o alla terraferma. Questa condizione fa sì che il traffico stradale sia generalmente ridotto.
I collegamenti con le altre località sono quindi gestiti da traghetti per il trasporto di passeggeri e automobili.
Ærø si trova anche all'interno di una zona molto frequentata dalle imbarcazioni a vela, l'arcipelago della Fionia meridionale. Vicino a Marstal si trova il piccolo aeroporto di Ærø con piste in erba.